# Kolegiata św. Jerzego w Tybindze
Kolegiata św. Jerzego (niem. Stiftskirche zu St. Georg) – późnogotycka świątynia luterańska znajdująca się w historycznym centrum niemieckiego miasta Tybinga, przy placu Holzmarkt.

## Historia
Kamień węgielny pod budowę świątyni wmurował w 1470 roku hrabia Eberhard V Brodaty, wcześniej znajdował się tu romański kościół. W 1476 papież Sykstus IV wydał zgodę na przeniesienie tu ośmiu kanoników z Sindelfingen i wyniesienie świątyni do rangi kolegiaty, w tym samym roku ukończono budowę prezbiterium. Do 1489 wzniesiono prezbiterium i wieżę, z powodów finansowych sklepiono jedynie prezbiterium oraz kaplice boczne, a nawy przykryto płaskim, drewnianym stropem.
W 1534 roku kolegiata przeszła w ręce protestantów, kapitułę rozwiązano, a świątynię przekształcono w kościół parafialny. W 1536 z wnętrza usunięto elementy wyposażenia niezgodne z luterańską teologią. Od 1537 roku prezbiterium służyło jako miejsce pochówku hrabiów Wirtembergii. W 1583 w nawach bocznych wzniesiono empory w celu zwiększenia pojemności budynku. Podczas przebudowy z lat 1866–1867 wybudowano nowe sklepienia korpusu nawowego oraz usunięto XVI-wieczne empory.

## Architektura
Świątynia późnogotycka, trójnawowa. Nawa główna oddzielona jest od prezbiterium za pomocą lektorium, wzniesionego w 1490 roku przez Daniela Schürera. Dekorowana maswerkiem późnogotycka chrzcielnica pochodzi z 1495 roku, ufundowały ją rodziny von Breuningów i Schillingów, a w 1649 poddano ją renowacji. Kamienną ambonę wybudowano w 1509 roku, zdobią ją wizerunki świętych: Grzegorza, Ambrożego, Marii, Augustyna i Hieronima oraz atrybuty ewangelistów. W obecnej lokalizacji przy ołtarzu ustawiono ją w latach 60. XX wieku. Witraże pochodzą z warsztatu Petera Hemmela von Andlaua. Organy wykonało w 1965 roku stuttgarckie przedsiębiorstwo Orgelbau Friedrich Weigle, w 2001 roku miał miejsce ich remont i niewielka rozbudowa. Składają się z 3 manuałów i 61 głosów.
Na wieży kościoła zawieszono łącznie 9 dzwonów, przy czym dwa najmniejsze są unieruchomione i używane za pomocą młotków jako część kurantu. Dane dzwonów:
| Imię                              | Ton  | Rok odlania |
| --------------------------------- | ---- | ----------- |
| nieznane                          | cis" | 2014        |
| nieznane                          | h'   | 2014        |
| Taufglocke                        | a'   | 1963        |
| Kienlinglocke-Zeichenglocke       | gis' | nieznany    |
| Gedächtnisglocke                  | fis' | 1954        |
| Betglocke                         | e'   | 1448        |
| Breuningsglocke-Große Kreuzglocke | d'   | 1469        |
| Dominika-Sonntagsglocke           | cis' | 1411        |
| Gloriosa-Festtagsglocke           | h0   | 1963        |

## Galeria

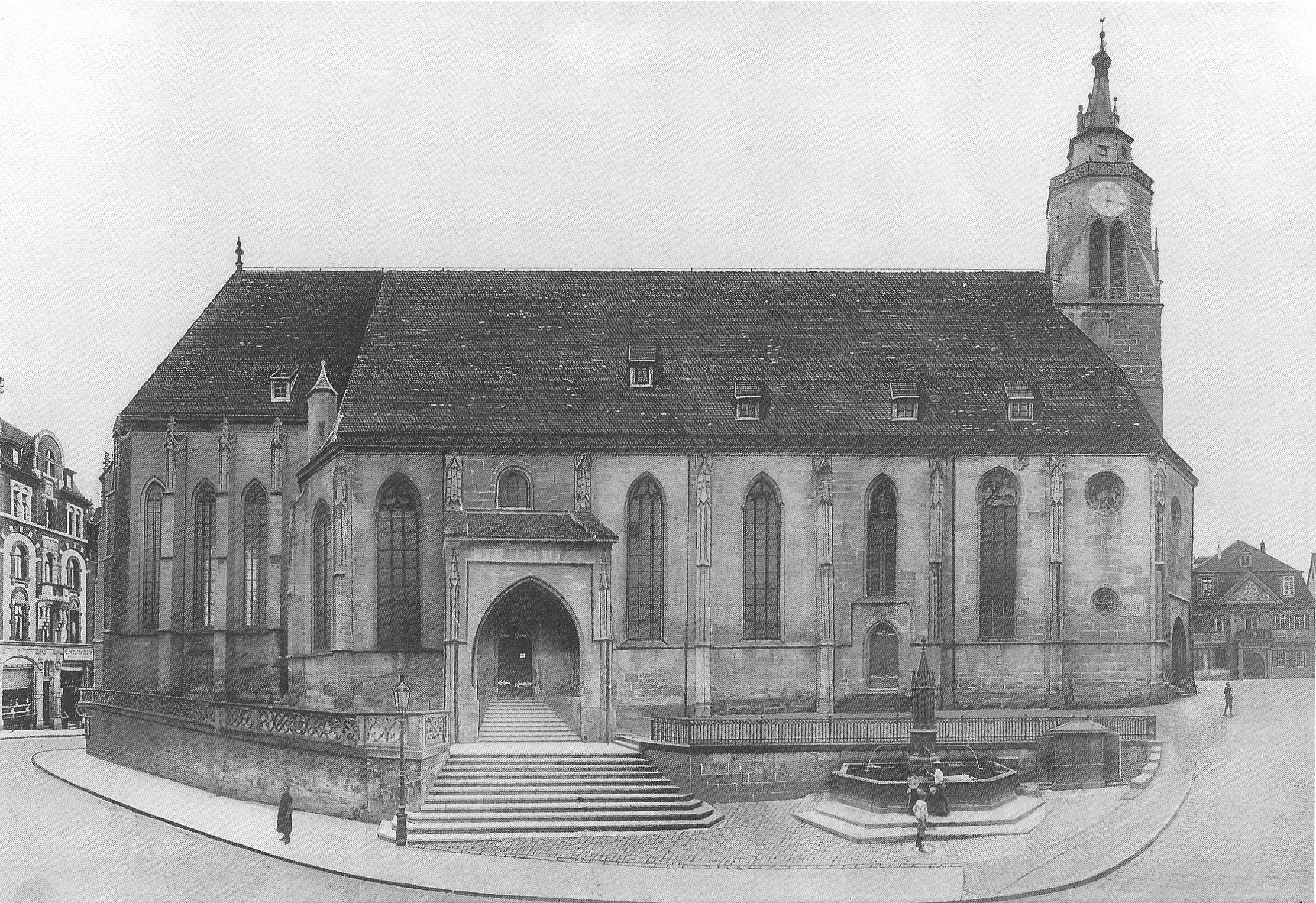
Widok z północy w 1909
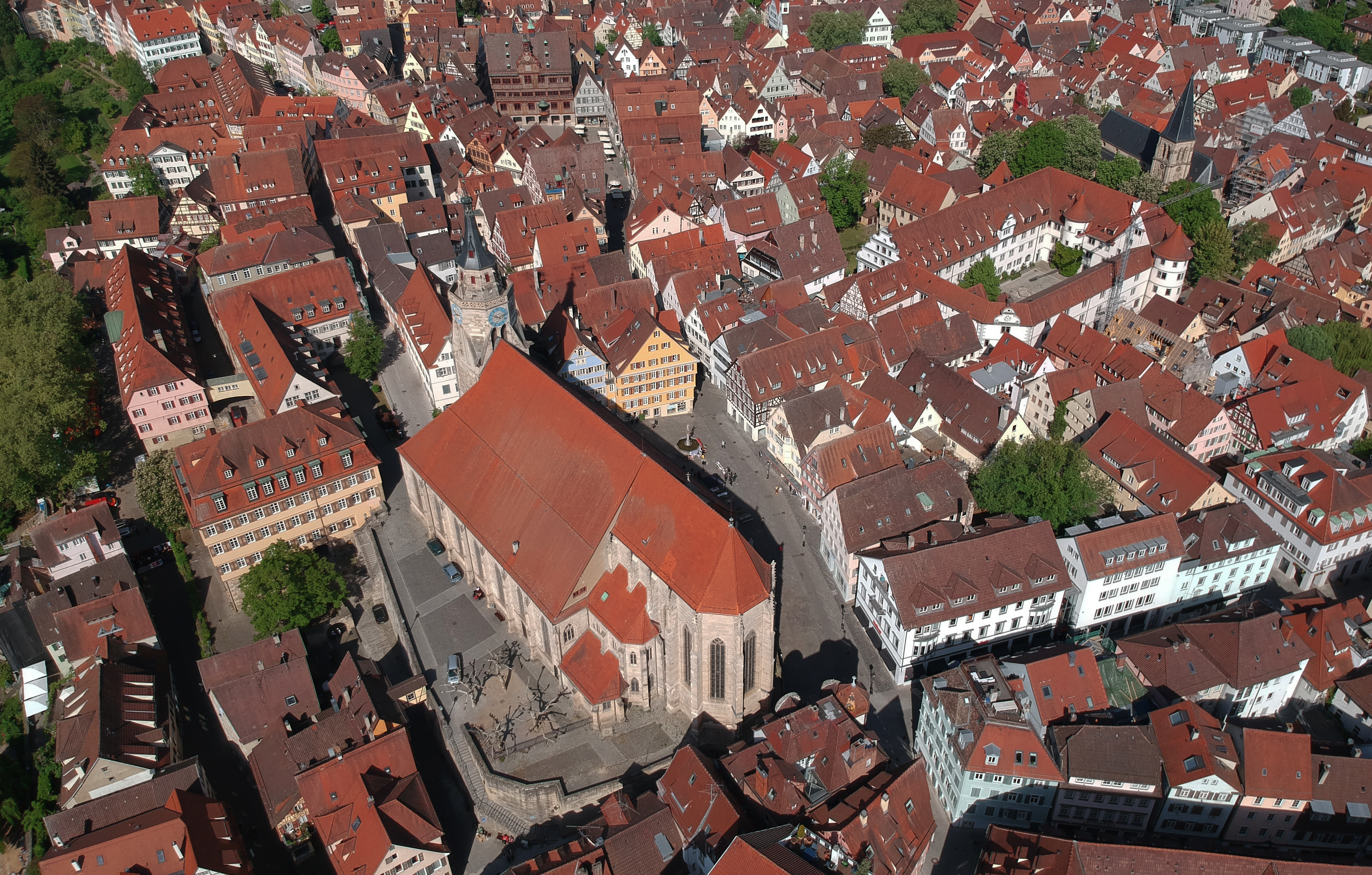
Widok z lotu ptaka
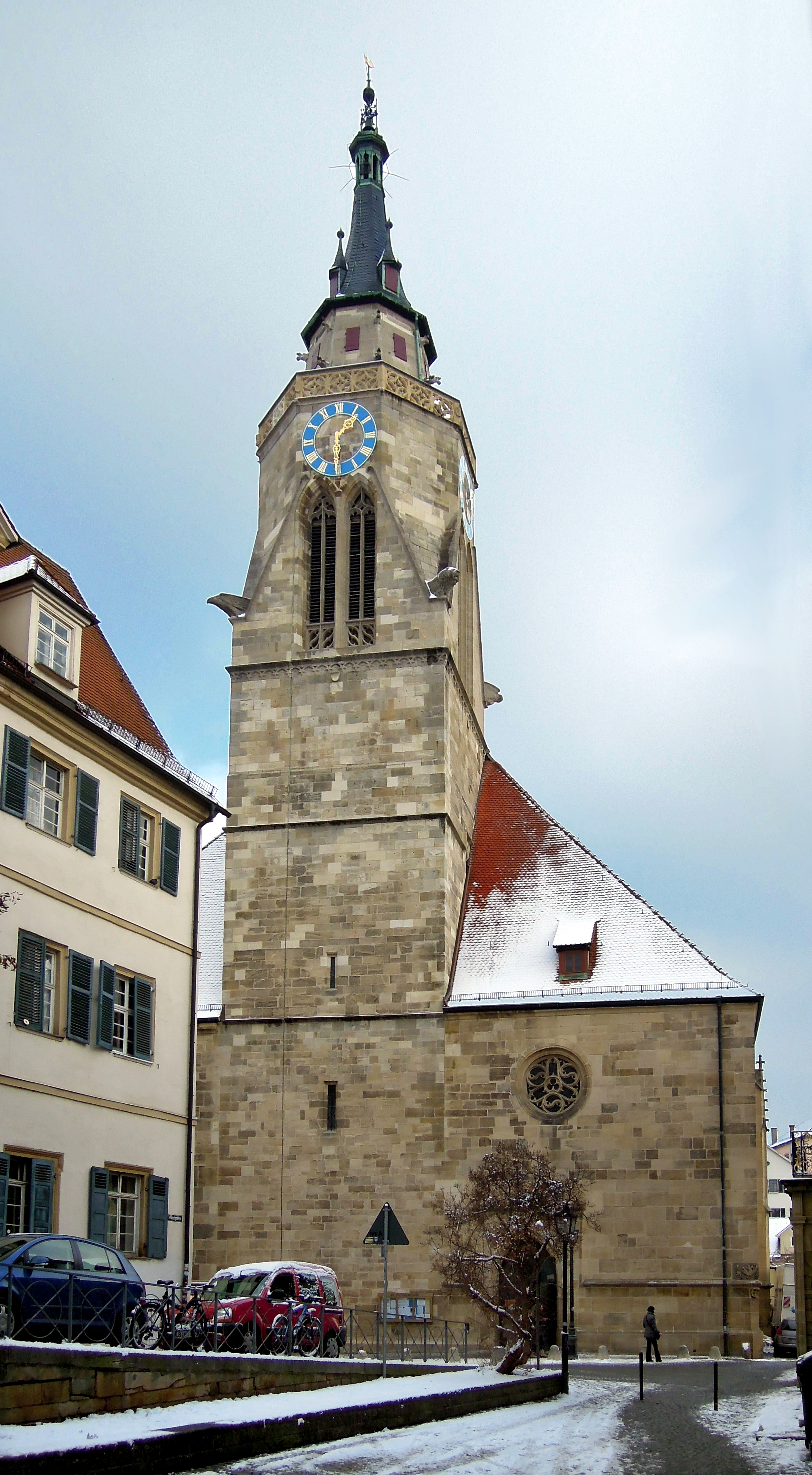
Fasada
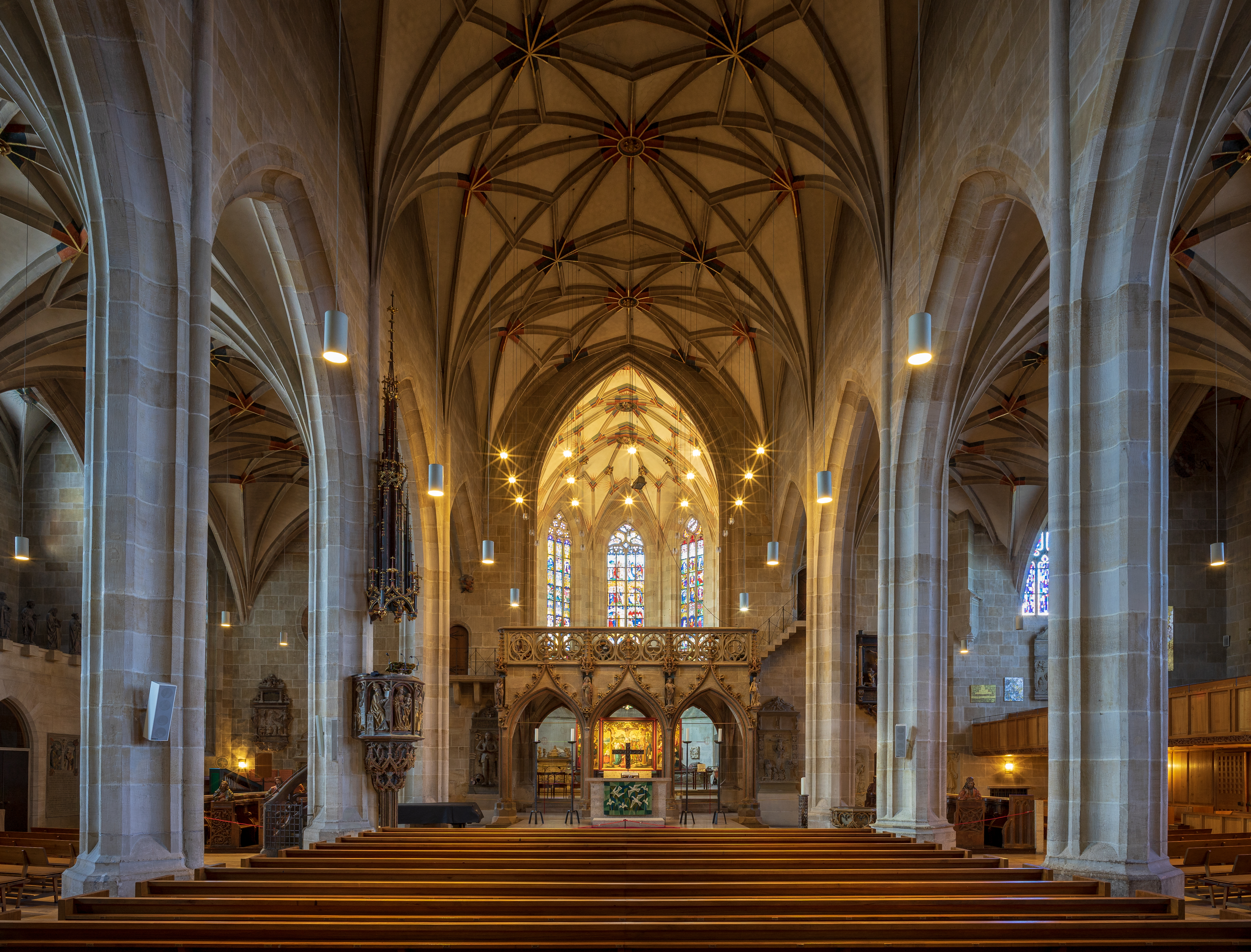
Wnętrze
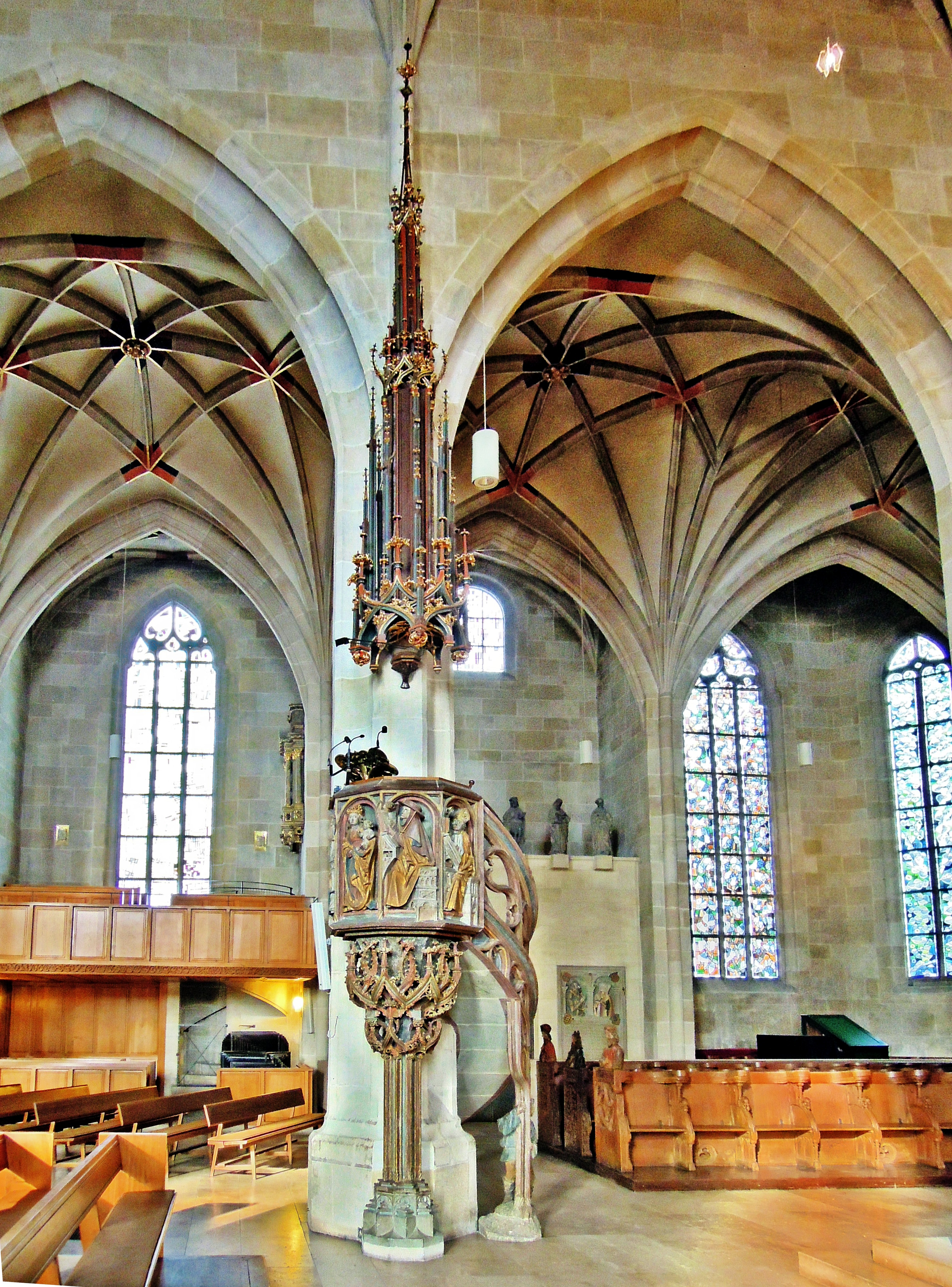
Ambona
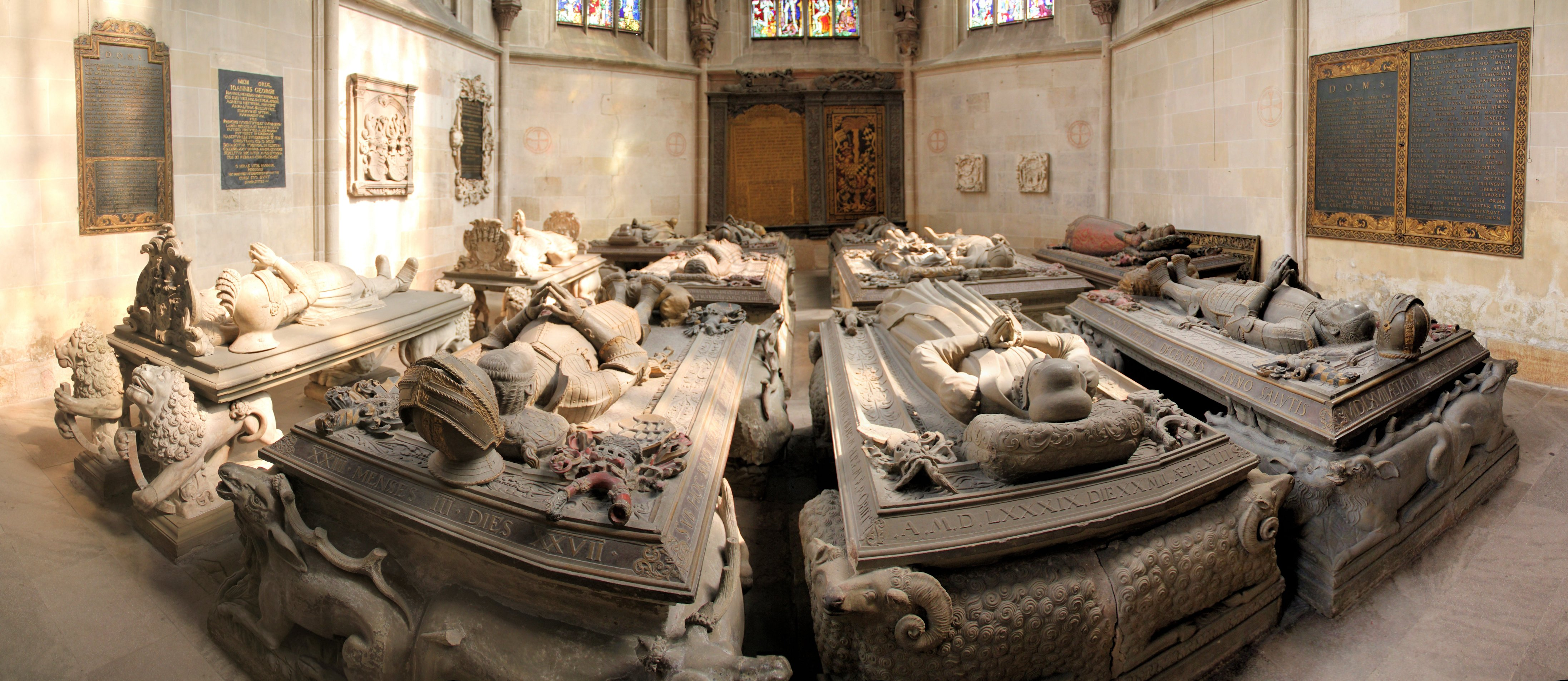
Nagrobki w prezbiterium
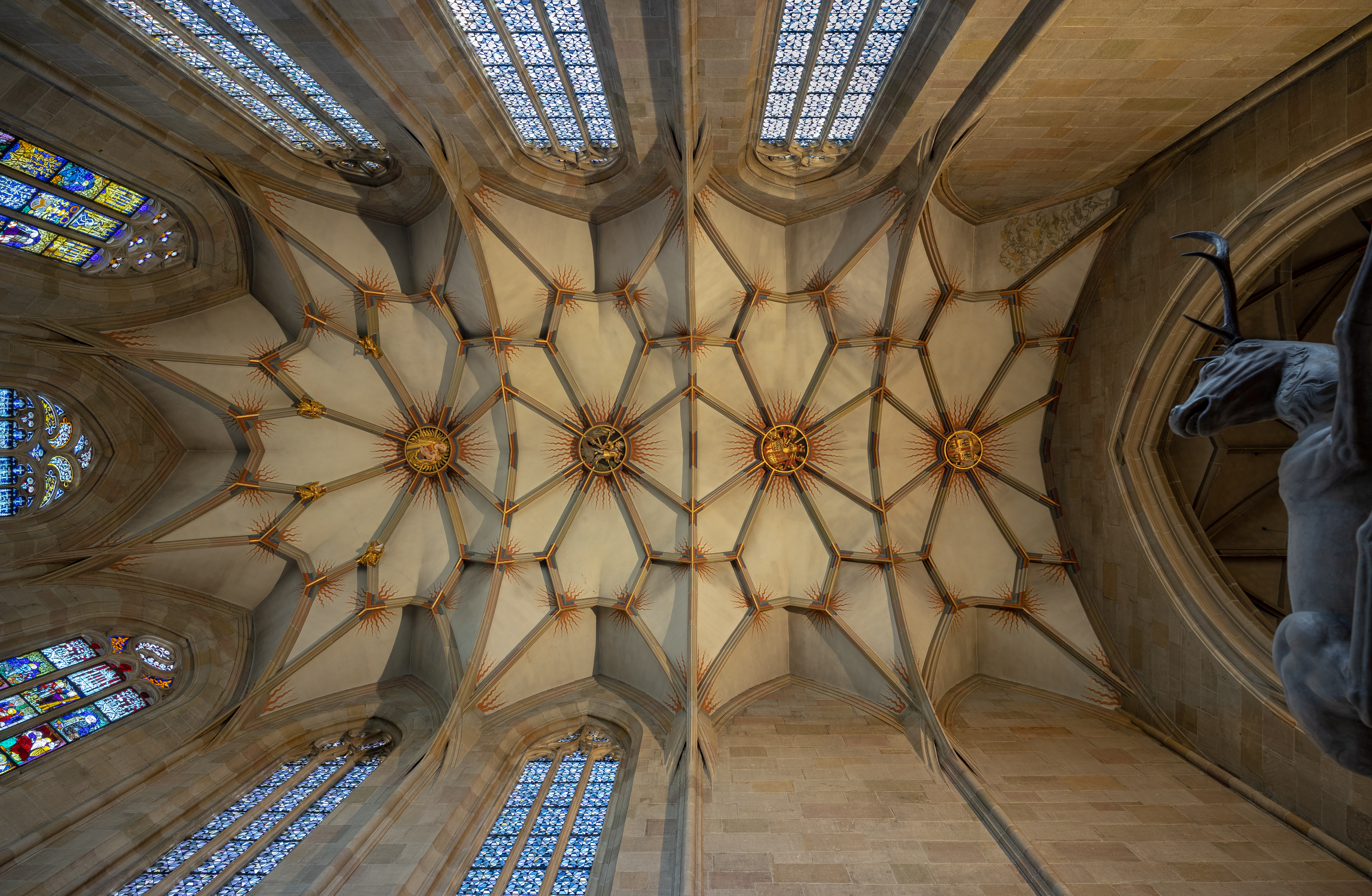
Gotyckie sklepienie prezbiterium
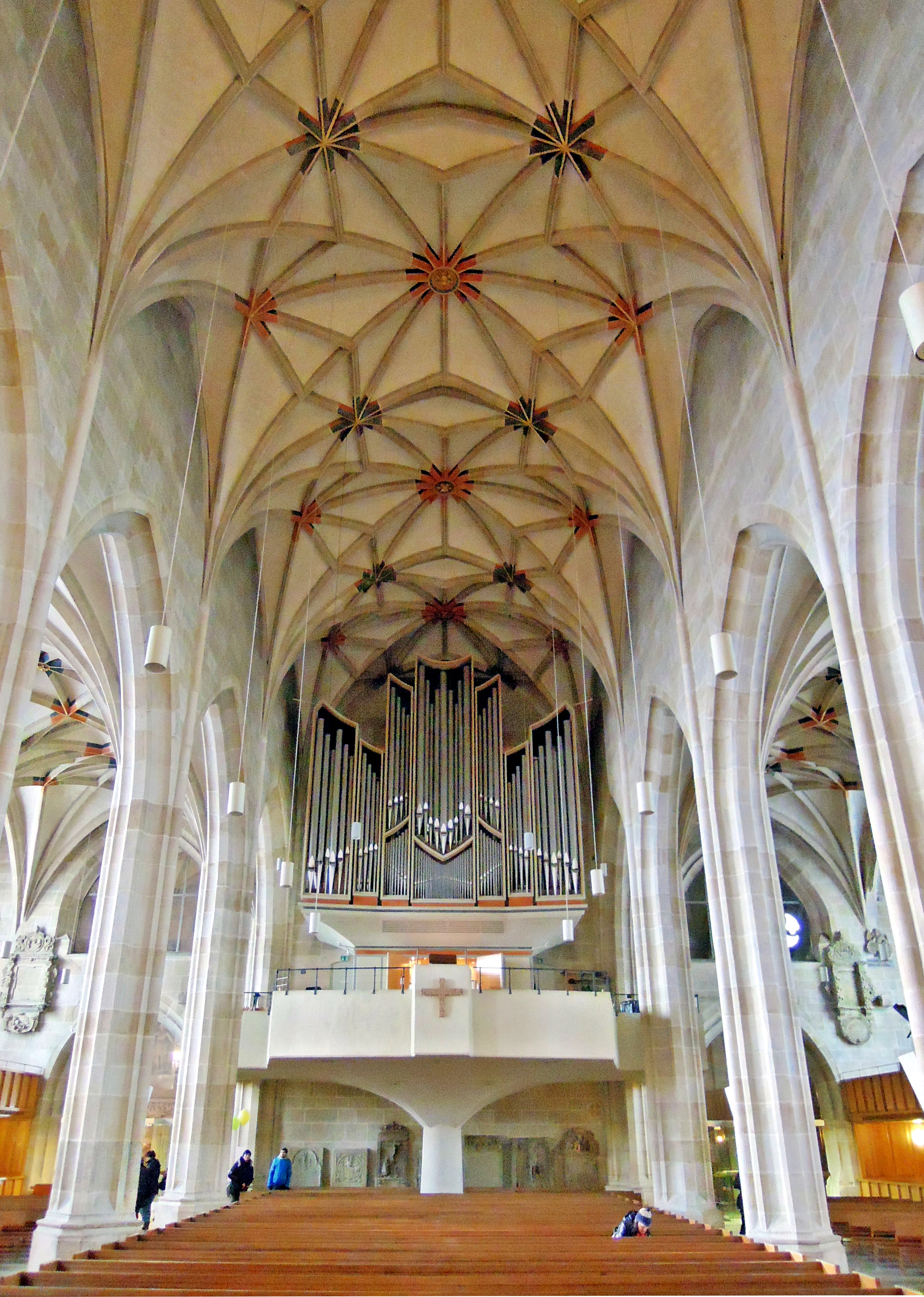
Organy